# Dhirendra Brahmachari
Pour les articles homonymes, voir Brahmachari.
Dhirendra Brahmachari (nom original Dhirendra Choudhary, 12 février 1924-9 juin 1994) a été le mentor de yoga d'Indira Gandhi, ancienne premier ministre de l'Inde. Il a fréquenté les ashrams de Delhi, Jammu, Katra et Mantalai (Jammu-&-Cachemire) et a écrit quelques livres sur le yoga.

## Biographie
Il est né dans le Bihar en 1924 dans le district de Madhubani, village de Baseith Chanpura. Il a quitté la maison à 13 ans et est allé à Bénarès.
Il introduit tout d'abord en Inde le yoga comme un sujet dans les écoles d'administration de Delhi et dans tous les Vidyalayas Kendriya (écoles du gouvernement central) en Inde en 1981.
Dhirendra Brahmachari a écrit de nombreux livres sur le Yoga en hindi et en anglais. Les plus célèbres sont Yoga sukshma Vyayama et Yogasana Vijnana.
Son ashram de Delhi est maintenant nommé Morarji Desai nationale Yoga Institute. Son ashram de Mantalai, au Cachemire, a été fermé après sa mort et n'est pas encore rouvert.
Dans les années 1960, il s'est rendu en URSS comme expert en Hatha Yoga pour former les cosmonautes soviétiques.
Il est mort le 9 juin 1994 lorsque son avion privé s'est écrasé, un événement encore entourée de mystère.

## Liens
- (de + en) Swami Dhirendra Brahmachari sur Kundalini-Yoga.ch